# Parkettsliparna
Parkettsliparna (franska: Les Raboteurs de parquet) är en oljemålning av den franske konstnären Gustave Caillebotte från 1875. Den ingår i Musée d'Orsays samlingar i Paris sedan museets öppnande 1986.
Parkettsliparna var Caillebotte första stora mästerverk och en av de första målningarna av den urbana arbetarklassen. Caillebotte lämnade in målningen 1875 till den officiella Parissalongen där den dock uppfattades som vulgär och refuserades. Den visades visades i stället på den andra impressionistutställningen 1876 och gjorde i ett slag Caillebotte till en av de mest omskrivna samtidskonstnärerna. 
Caillebotte, som hade ärvt en förmögenhet, var både nära vän och mecenat till de samtida impressionistiska konstnärerna. Vid sin död 1894 donerade han sin stora konstsamlingen där flera impressionistiska mästerverk ingick inklusive Parkettsliparna till franska staten.
Det finns flera bevarade skisser till Parkettsliparna. Därtill finns en andra version av målningen från 1876 som också ställdes ut på andra impressionistutställningen. Den andra versionen av Parkettsliparna är 80 cm hög, 100 cm bred och är i privat ägo. 

## Bilder

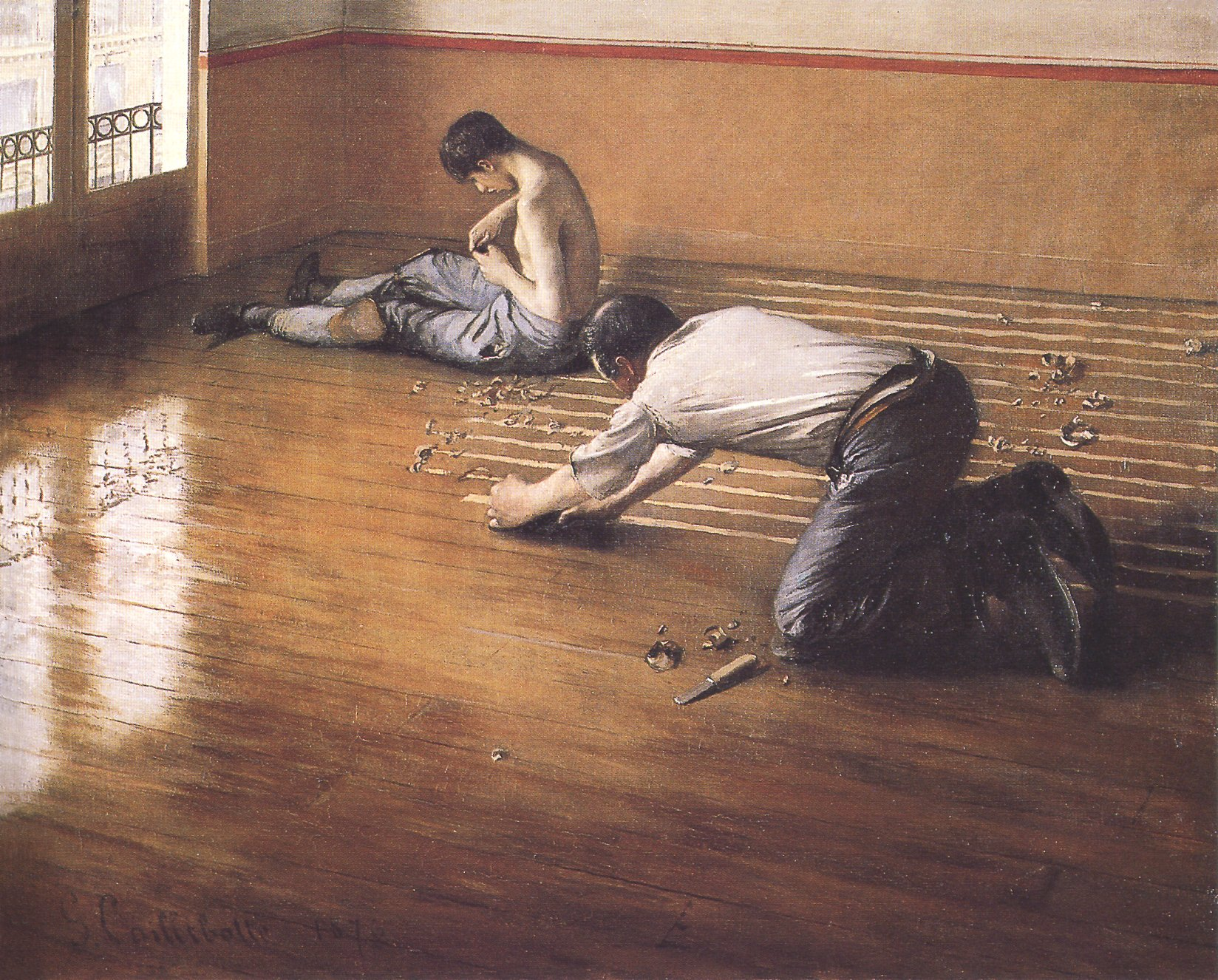
Den andra versionen av Parkettsliparna målades 1876.